# Watford City, Dakota de Nord
Watford City este sediul comitatului McKenzie (conform originalului din engleză, McKenzie), unul din cele 53 de comitate ale statului american Dakota de Nord. Populație: 1.744 (2010). Watford City a fost fondat în 1914.
1. ↑  2016 U.S. Gazetteer Files
2. ↑  2010 U.S. Gazetteer Files, accesat în 9 iulie 2020